# Prometeo
Prometeo. Tragedia dell’ascolto (italienisch Prometheus. Tragödie des Hörens) ist eine Oper des italienischen Komponisten Luigi Nono. Die Uraufführung erfolgte am 25. September 1984 in der Kirche San Lorenzo in Venedig unter der Leitung von Claudio Abbado. Eine zweite, revidierte Endfassung wurde ein Jahr später, am 25. September 1985 in Mailand uraufgeführt.

## Libretto
Im Libretto von Massimo Cacciari sind italienische Fassungen von Texten zusammengestellt, die dem Mythos von Prometheus gewidmet sind. Im Einzelnen sind dies Werke von Aischylos (Der gefesselte Prometheus), Sophokles (Die Trachinierinnen, Ödipus auf Kolonos), Euripides (Alkestis), Pindar (Nemeische Oden), Hesiod (Theogonie), Johann Wolfgang von Goethe (Prometheus), Friedrich Hölderlin (Hyperion), Friedrich Nietzsche, Rainer Maria Rilke und Walter Benjamin.

## Aufbau
Das Werk besteht aus neun Teilen:
1. Prologo
2. Isola prima
3. Isola seconda: Io – Prometeo / Hölderlin / Stasimo primo
4. Interludio primo
5. Tre voci a)
6. Isola Terza – Quarta – Quinta
7. Tre voci b)
8. Interludio secondo
9. Stasimo secondo

## Besetzung
Die Endfassung von 1985 sieht folgende Besetzung vor:
- Fünf Vokalsolisten (2 Soprane, 2 Altisten, 1 Tenor)
- Zwei Sprecher (ein Mann, eine Frau)
- Chor (12 Sänger)
- Vier Orchestergruppen, jede mit Querflöte, Piccolo, Klarinette, Fagott, Horn, 4 Violinen, Bratsche, Cello, Kontrabass
- Sieben Gläser
- Sechs Instrumentalsolisten: Bassflöte/Piccolo/C-Flöte, Bassklarinette/B-Klarinette/Es-Klarinette, Posaune/Tuba/Euphonium, Bratsche, Cello, Kontrabass
- Zwei Dirigenten. Die Klänge von Sängern und Instrumentalisten werden durch Live-Elektronik verfremdet.

## Entstehungs- und Aufführungsgeschichte
Prometeo, das bedeutendste Spätwerk Nonos, entstand ab 1981 im Experimentalstudio des Südwestfunks unter Mitwirkung von Hans Peter Haller und André Richard. Bei der Uraufführung 1984 in Venedig unter der Leitung von Claudio Abbado wirkten unter anderem das Chamber Orchestra of Europe und der Chor der Hochschule für Musik Freiburg mit. Die Bühne wurde vom Architekten Renzo Piano als hölzerne Arche gestaltet, wobei die Ausführenden auf Balkonen auf drei Ebenen verteilt waren. Die Holzstruktur verblieb nach der Aufführung von 1985 jahrelang im Lagerraum der Mailänder Scala und wurde bisher nicht mehr benutzt. Es bestehen aber Pläne, sie in Matera wiederzuverwenden, das 2019 eine Kulturhauptstadt Europas war.
Die französische und deutsche Erstaufführung folgten 1987 in Paris (Festival d’Automne) und Frankfurt am Main (Alte Oper), eine West-Berliner Aufführung 1988 im Rahmen der Berliner Festwochen an der Berliner Philharmonie, mit dem Ensemble Modern unter der Leitung von Friedrich Goldmann, mit David Shallon (Paris / Frankfurt) und Ingo Metzmacher (Berlin) als zweiten Dirigenten. Weitere Aufführungen folgten u. a. in Gibellina (Sizilien) (1991), Amsterdam (1992), Salzburg (1993), Lissabon (1995), Brüssel (1997). Die südamerikanische Erstaufführung fand im November 2013 im Teatro Colón in Buenos Aires statt. Zum 100. Geburtstag von Nono fanden Aufführung in der Kirche San Lorenzo in Venedig statt.

## Eigenheiten des Werks
Nono verfolgt in Prometeo eine Ausdifferenzierung des Klanges, die nicht durch die Ausschreitung der Extreme innerhalb eines weiten Spektrums entsteht. Sie beruht stattdessen auf Nuancenreichtum innerhalb einer kleinen Spannweite, wobei neben der Artikulation und der Dynamik auch die Klangfarbe und die Raumakustik einbezogen werden. Für den sechsten Takt fordert Nono ein siebenfaches, d. h. ein unglaublich leises Piano. Jürg Stenzl erläutert:

„Der Hörer erkennt bald, dass in Nonos Prometeo die herkömmliche Hierarchie der musikalischen Gestaltungsmittel weitgehend umgekehrt wird: Dominierten bisher Tonhöhe und Tondauer über die Bedeutung der Dynamik, der Klangfarbe und des Raums, so hat im Prometeo die – durch die Live-Elektronik ermöglichte – Bewegung des Klanges im Raum ebenso zentrale Bedeutung wie die live-elektronische Transformierung des gesungenen und gespielten Klanges… Was Nono suchte, war nicht länger die dramatisch-expressive Geste (wie in seinen vorhergehenden Bühnenwerken Intolleranza 1960 und Al gran sole carico d’amore), sondern die Nuance, die kaum wahrnehmbaren Veränderungen, den ‚kleinsten Übergang‘ und dessen expressive Kraft.“